# Râul Bălășița
Râul Bălășița sau Râul Bălșita este un curs de apă, afluent al râului Geamărtălui. 